# Alemannia Aachen
Alemannia Aachen är en sportklubb i Aachen, Tyskland. Föreningen grundades 1900 och har omkring 5 000 medlemmar. Dess fotbollssektion spelar under namnet TSV Alemannia Aachen och kom tvåa i Fußball-Bundesliga 1968/1969. Klubbens volleybollsektion grundades 1960. Herrlaget blev tyska mästare 1961. Damlaget, kallat Ladies in Black Aachen, gick efter säsongen 2012/2013 över till PTSV Aachen. Föreningens basketlag blev tyska mästare 1963 och 1964.